# Алексгелиос

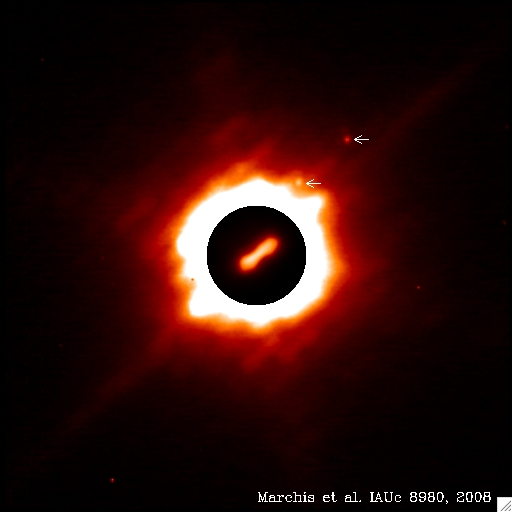
Астероид (216) Клеопатра и 2 его спутника: Алексгелиос и Клеоселена

Алексгелиос (англ. Alexhelios, S/2008 (216)) — один из двух спутников астероида (216) Клеопатра. Радиус орбиты — 775 км, диаметр — 5 км.

## История открытия
Алексгелиос был обнаружен 19 сентября 2008 года группой учёных, в которую входили: Франк Марши (англ. Franck Marchis), Паскаль Декамп (англ. Pascal Descamps), Жером Бертье (фр. Jérôme Berthier) и J. P. Emery. Открытие было сделано в обсерватории Кека, расположенной на пике горы Мауна-Кеа (4145 метров над уровнем моря), на острове Гавайи, США.